# Odznaka honorowa „Zasłużony dla Warmii i Mazur”
Odznaka „Zasłużony dla Warmii i Mazur” lub Odznaka honorowa „Zasłużonym dla Warmii i Mazur” – polskie odznaczenie samorządowe ustanowione 28 kwietnia 1960 uchwałą Wojewódzkiej Rady Narodowej w Olsztynie.
Było przyznawane osobom, które zasłużyły się na rzecz Warmii i Mazur. Odznaka nadawana była przez Wojewódzką Radę Narodową w Olsztynie.
Zaprojektowana została przez Józefa Gosławskiego, któremu pomysł ten przedstawili w 1958 Hieronim Skurpski i Zofia Kicińska (kierownik Wydziału Kultury i Sztuki Prezydium WRN w Olsztynie).
Początkowo odznaka podzielona była na trzy stopnie (odznaka złota, srebrna i brązowa), a od 1974 nadawana wyłącznie jako odznaka złota. Miała kształt stylizowanego ośmiopromiennego słońca (o średnicy 28 mm), z kopernikowskim znakiem heliocentrycznym w środku i z napisem „DE REVOLUTIONIBUS ORBIUM CELESTUM” wewnątrz słońca oraz „ZASŁUŻONYM DLA WARMII I MAZUR” na otoku. Odznaka powieszona była na kwadratowej zawieszce z napisem wokół krawędzi „PREZYDIUM WRN W OLSZTYNIE”. Wykonana była z brązu lub stopu metali pozłacanych lub posrebrzanych w zależności od stopnia.
Do 1988 odznakę przyznano ok. 80 tysiącom osób.

## Odznaczeni
Wśród osób wyróżnianych znajdowali się m.in. związani z regionem artyści plastycy, jak np. Ryszard Wachowski.